# Уттенвайлер
Уттенвайлер (нем. Uttenweiler) — община в Германии, в земле Баден-Вюртемберг. 
Подчиняется административному округу Тюбинген. Входит в состав района Биберах.  Население составляет 3570 человек (на 31 декабря 2010 года). Занимает площадь 49,78 км².

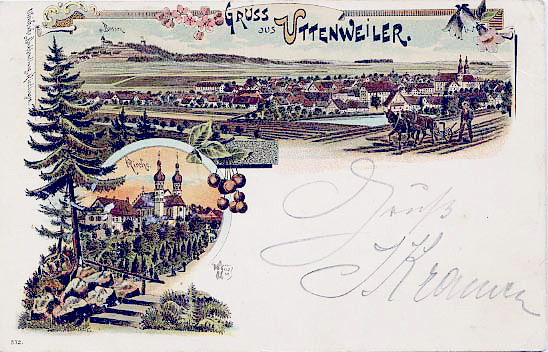
Уттенвайлер